# ۸۴۸ (خورشیدی)
۸۴۸ هشتصد و چهل و هشتمین سال هجری خورشیدی است.